# Trophée Ciudad de Palma
 (avril 2025).

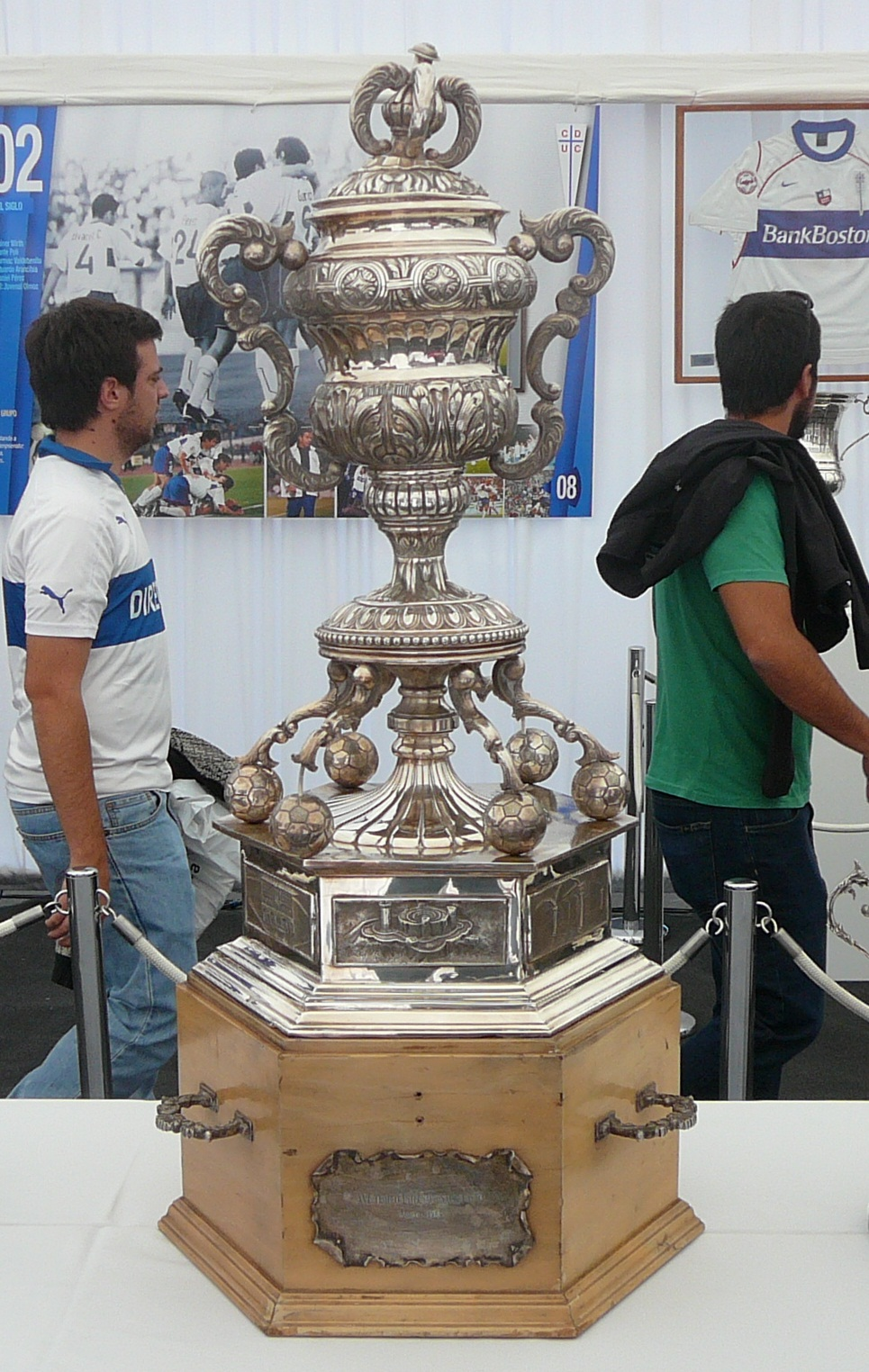
Le trophée Ciudad de Palma

Le trophée Ciudad de Palma est un tournoi d'été de football qui se dispute à Palma de Majorque, capitale de la communauté autonome et des Îles Baléares, placée dans l'île de Majorque (Espagne). La première édition a eu lieu en 1969. Elle ne s'est pas disputée de 1999 à 2004, et en 2009.
Le club de football du RCD Majorque est l'organisateur de ce tournoi.

## Palmarès
| Année       | Champion             | Vice-Champion            |
| ----------- | -------------------- | ------------------------ |
| 1969        | FC Barcelona         | Standard Liège           |
| 1970        | CSKA Sofia           | 1. FC Cologne            |
| 1971        | CSKA Sofia           | FC Barcelona             |
| 1972        | Budapest Honvéd      | Eintracht Frankfurt      |
| 1973        | FK Spartak Moscou    | CSKA Sofia               |
| 1974        | FC Barcelona         | Stal Mielec              |
| 1975        | Real Madrid CF       | Deportivo La Corogne     |
| 1976        | FK Spartak Moscou    | FC Barcelona             |
| 1977        | Real Betis           | West Ham United          |
| 1978        | Flamengo             | Real Madrid CF           |
| 1979        | FC Barcelona         | Vasco da Gama            |
| 1980        | Real Madrid CF       | Real Sociedad            |
| 1981        | FC Barcelona         | RCD Majorque             |
| 1982        | Paris SG             | Slovan Bratislava        |
| 1983        | Real Madrid CF       | RCD Majorque             |
| 1984        | Universidad Católica | FC Barcelona             |
| 1985        | Grêmio               | FC Barcelona             |
| 1986        | FC Barcelona         | RCD Majorque             |
| 1987        | RCD Majorque         | Sport Club Internacional |
| 1988        | Botafogo             | FC Barcelona             |
| 1989        | Fortuna Düsseldorf   | FC Barcelona             |
| 1990        | Real Madrid CF       | RCD Majorque             |
| 1991        | RCD Majorque         | FC Barcelona             |
| 1992        | RCD Majorque         | FC Barcelona             |
| 1993        | Valencia CF          | RCD Majorque             |
| 1994        | RCD Majorque         | Sparta Rotterdam         |
| 1995        | Vasco da Gama        | RCD Majorque             |
| 1996        | Atlético de Madrid   | FC Barcelona             |
| 1997        | RCD Majorque         | Flamengo                 |
| 1998        | Bayer Leverkusen     | RCD Majorque             |
| 1999 - 2004 | Pas disputée         | Pas disputée             |
| 2005        | Hertha BSC Berlin    | RCD Majorque             |
| 2006        | Inter Milan          | RCD Majorque             |
| 2007        | RCD Majorque         | Bayern Munich            |
| 2008        | PSV Eindhoven        | RCD Majorque             |
| 2009        | Pas disputée         | Pas disputée             |
| 2010        | RCD Majorque         | Atlético de Madrid       |
| 2011        | SSC Napoli           | RCD Majorque             |
| 2012        | Hambourg SV          | RCD Majorque             |
| 2013        | Recreativo de Huelva | RCD Majorque             |